# A Band in Upperworld
Albums de Adagio
Underworld
(2001) Dominate
(2005)
A Band in Upperworld est le premier album live du groupe de metal progressif français Adagio. C'est le dernier album enregistré avec le chanteur David Readman lors d'un concert à l'Elysée-Montmartre (Paris) le 17 février 2004.
A band in upperworld est sorti au Japon uniquement. C'était le sixième concert du groupe.

## Liste des titres
1. Introitus – 1:22
2. Second Sight – 6:08
3. Chosen – 8:43
4. The Stringless Violin – 6:32
5. From My Sleep… To Someone Else – 7:47
6. Promises – 5:14
7. Seven Lands Of Sins – 14:02
8. Panem Et Circences (Jap Bonus) – 6:18
9. In Nomine… – 6:24

## Composition du groupe
Le groupe Adagio était composé de cinq membres :
- Stephan Forté - Guitare
- Franck Hermanny - Basse
- Kevin Codfert - Claviers
- Eric Lebailly - Batterie
- David Readman - Chant